# 永岡光治
永岡 光治（ながおか みつじ、1913年（大正2年）6月13日 - 1994年（平成6年）5月1日）は、昭和期の労働運動家、政治家。参議院議員（3期）、大分県宇佐市長、宇佐市名誉市民。

## 経歴
大分県宇佐郡長洲町（現宇佐市長洲）で生まれる。宇佐中学校（現大分県立宇佐高等学校）を経て、1934年（昭和9年）中央大学第二予科を卒業。さらに逓信官吏練習所第一部行政科を1936年（昭和11年）に卒業。逓信属、同事務官となり、東京中央電話局、逓信省郵務局に勤務した。
戦後、労働運動に参画し、全逓信従業員組合（のちの日本郵政公社労働組合）の結成と共に本省支部長に就任し、1947年（昭和22年）同中央本部書記長に就任。1948年（昭和23年）レッドパージにより組織が弱体化したため、中心となって再建同盟を結成し、再建後の1949年（昭和24年）中央執行委員長に就任し5期在任した。その他、全逓信労働組合政治連盟会長、日本ILO協会理事、同監事などを務めた。
1953年（昭和28年）4月の第3回参議院議員通常選挙に全国区から左派社会党公認で出馬して当選。1959年（昭和34年）6月の第5回通常選挙、1965年（昭和40年）7月の第7回通常選挙でも再選され、参議院議員に連続3期在任した。その間、日本社会党大分県支部連会長、同党国会対策副委員長、同参議院議員団長、同逓信出身議員団長、参議院内閣委員長、同逓信委員長などを務めた。
その後、1975年（昭和50年）宇佐市長に当選し、3期在任し体調不良のため任期途中の1985年（昭和60年）10月に退任した。この間、農業の基盤整備、生活関連施設の整備、企業誘致、宇佐文化会館の建設などに尽力した。1983年（昭和53年）秋の叙勲で勲二等旭日重光章受章。
1994年（平成6年）5月1日死去、80歳。死没日をもって正四位に叙される。

## 著作
- 『ヨーロッパの労働事情』官業労働研究所、1952年。
- 『会議のあり方 : そのルールと手続』官業労働研究所、1959年。